# The Esprits
The Esprits (Eigenschreibweise: THE ESPRITS) sind eine deutsche Band aus Braunschweig. Das genaue Gründungsdatum  ist nicht bekannt. Ihre englischsprachige Musik ist laut eigener Angabe eine zeitgemäße Interpretation von Beatmusik.

## Geschichte
2015 nahmen The Esprits gemeinsam mit den Produzenten Arne Neurand und Jason Nye die ersten Songs in den Horus Sound Studios Hannover auf.
Im Jahr 2016 erschien das Debütalbum „Stay A Rebel“, mit dem The Esprits anschließend ihre erste Deutschland Tour spielten. Nach der Neubesetzung des Gitarristen und Bassisten begannen die Arbeiten an einem neuen Album. Am 18. Mai 2018 kam mit „Men´s Business“ das zweite Album der Band über das eigene Musiklabel Foxground heraus. Im Herbst 2018 spielten The Esprits ihre zweite deutschlandweite Tour. Einem größeren Publikum wurden The Esprits unter anderem als Vorgruppe von Revolverheld und durch zahlreiche Festivalshows bekannt. 2021 veröffentlichten The Esprits drei Singles, die sie mit Produzent Franz Plasa in den H.O.M.E. - Studios Hamburg aufnahmen. 
Seit Mai 2022 veröffentlichte das Duo die Songs "Can You Hear Me", "Sweaty", sowie "White Shoes And The Walk" und kündigte weitere Singles an. 

Neben der Musik zeichnete sich The Esprits durch ihre Selfmade-Mentalität aus. So betreibt die Band gemeinsam mit ihrer Crew ein eigenes Label, sowie eine eigene Merchandise-Firma. Die Band spielte im Jahr 2019 auf dem Sommerkongress der Klimaschutzbewegung Fridays for Future. Seit 2020 unterstützt die Band, gemeinsam mit ihren Fans, ein in Braunschweig ansässiges Projekt zum Schutz von regionalem Urwald. 

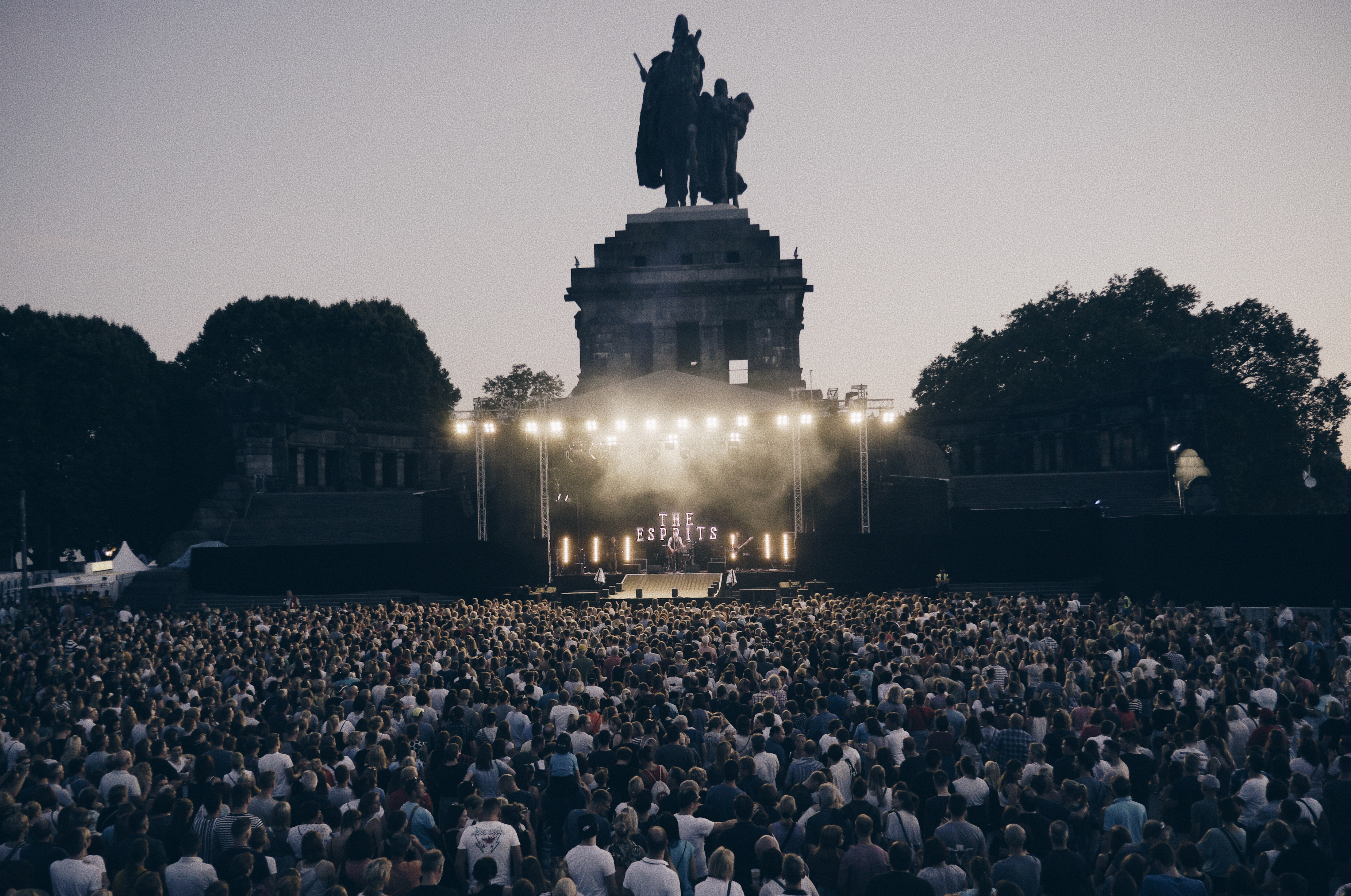
The Esprits in Koblenz als Vorband von Revolverheld

## Stil
Die Musik von The Esprits ist unter anderem durch Bands wie AC/DC, Kasabian & Arctic Monkeys, sowie durch Künstler wie The 1975, Tom Misch und Prince beeinflusst.

## Diskografie

### Alben
- 2016: Stay A Rebel
- 2018: Men´s Business

### Singles
- 2018: Want You
- 2018: Fireflies
- 2019: Rainbow (Live)
- 2021: Downing Street
- 2021: Fucked Up
- 2021: In A Hurry
- 2022: Can You Hear Me
- 2022: Sweaty
- 2022: White Shoes And The Walk

## Trivia
- Der engste Kreis der Fans und Mitwirkenden wird seit einem Instagram-Livestream als "Rotte" bezeichnet.